# 温国
温國（約前1046年～前650年），东周王畿之内的小国。始祖为周武王的司寇苏忿生，忿生輔佐武王克殷，周武王封其於溫國（今日河南溫縣一帶），又任命為周天子的司寇。温国都邑为温邑，国君称温子，或以国君苏氏而称苏子。
《春秋左氏传·隐公三年》记载郑国军队收温地之麦和成周之禾，导致周朝与郑国的交恶。
《春秋左氏传·隐公十一年》记载周朝与郑国换田。温地的属于周王的田地被周朝换给郑国，温邑还在温国国君苏氏手中。
温国国君苏子为周朝大夫。周惠王二年（前675年），周朝爆发王子颓之乱，苏子是拥护王子颓作乱的周朝五大夫之一，作乱未成，五大夫先到苏子的温邑，然后苏子奉王子颓出奔卫国，卫国和南燕国联合讨伐周惠王，立王子颓为王，周惠王被迫流亡郑国。两年后也就是公元前673年，郑厉公和虢国君主讨伐王子颓，杀五大夫，则苏子死于此难 ，温国苏氏国君不再为周朝大夫。
《春秋·僖公十年》记载，周襄王三年（前650年），温国为狄国所灭。《春秋左氏传》说，是温子在王子颓之乱后背叛周王室，采取亲近狄人的政策，而狄人来攻击温国时，周王室就不救援，所以灭亡，温子出奔卫国。狄人灭温后撤退，温地为周王室所有。
《春秋左氏传·僖公二十五年》记载周襄王十八年（前635年），温被周襄王赐给晋文公，奖励晋文公平定王子带之乱的功劳。温入晋国后，先后为晋国大夫阳氏和郤氏的封邑。

## 君主列表
| 代 | 本名           | 諡號   | 統治時期                 |                                      |
| -- | -------------- | ------ | ------------------------ | ------------------------------------ |
| 1. | 蘇忿生         | -      | 約前1046年～？           |                                      |
| ？ | -              | 蘇成公 | 西周滅亡後，東周平王時期 |                                      |
| ？ | 不知道經過幾代 |        |                          |                                      |
| ？ | -              | 蘇溫子 | ？～前650年              | 叛東周，投奔衛國，狄人攻溫，溫國滅亡 |

## 其他人物
- 苏冶妊（《苏冶妊鼎》）